# مؤتمر الصومام
مؤتمر الصومام عقد في 20 أوت 1956 الموافق لـ 14 محرم 1376 هـ في بجاية بقرية إيفري المتواجدة في أوزلاقن.

## مقدمة
يعتبر مؤتمر الصومام من القرارات الأولى التي تبنتها مجموعة الـثاني و العشرين التاريخية حين تفجيرها للثورة، حيث كان من المفترض أن يلتقي القادة مجددا بعد عام من تفجيرها لتقييم نتائجها وتقدير الصعوبات وإعادة تنظيمها وترتيبها، لكن هذا القرار لم ير النور في موعده بسبب الأحداث المؤلمة التي شهدها العام الأول من بداية الثورة كاستشهاد بعض القادة مثل: باجي مختار وديدوش مراد، و سويداني بوجمعة واعتقال البعض الآخر كرابح بيطاط ومصطفى بن بولعيد ورحيل بوضياف إلى الخارج ، فضل على الصعوبات التي لم تكن متوقعة كشراء الأسلحة وإدخالها إلى الجزائر.
وبعد هجمات 20 أوت 1955 وما حققته من نتائج إيجابية دفع ذلك المسؤولين لمحاولة التعرف على حقيقة الوضع بعد ذلك وإجراء اتصالات في سبيل عقد المؤتمر الوطني.

## عقد المؤتمر
دعا إليه عبان رمضان حيث جرت الاتصالات بين قادة الثورة، واختيرت قرية ايفري الواقعة بوادي الصومام بالقبائل شمال الجزائر نظرا لموقعها الإستراتيجي الأكثر أمنا، واختير 20 أوت لكونه يصادف الذكرى الأولى لـهجوم الشمال القسنطيني، ودخول القضية الجزائرية إلى هيئة الأمم المتحدة في أكتوبر.

## أبرز الحاضرين

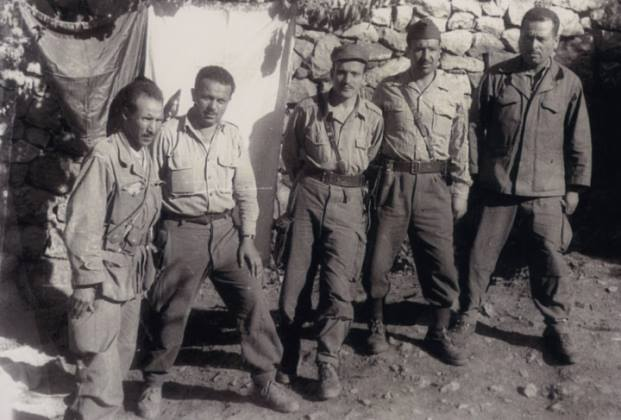
صورة تذكارية في مؤتمر الصومام من اليمين لليسار: أعمر أوعمران، كريم بلقاسم، العربي بن مهيدي، عبان رمضان، زيغود يوسف

عبان رمضان، العربي بن مهيدي، أعمر أوعمران، زيغود يوسف، كريم بلقاسم، الأخضر بن طوبال،
و تغيب عن المؤتمر بعض القادة البارزون من داخل وخارج الجزائر لأسباب أمنية.

## نتائج المؤتمر
كان من أهم النتائج التي تم تنفيذها   في هذا الاجتماع هي توحيد النظام العسكري والسياسي حيث وضعت رتب عسكرية والعلامات التي ترمز لها، وضع خريطة جديدة للجزائر وفقا لظروف الحرب آنذاك وتحسين مستوى المبادرة، والتعاون والتنسيق بين مختلف القوى المشاركة في الثورة في ذلك الزمان، وتقرر استبدال تسمية المنطقة باسم الولاية، والناحية بالمنطقة، والقسم بالناحية، إضافة إلى أحداث القسمة، ومنطقة العاصمة المستقلة، وإتحاديات جبهة التحرير الوطني في فرنسا والمغرب وتونس.
كما وضعت إستراتيجية للعمل المستقبلي للثورة والتي كانت تهدف إلى:
- إضعاف الجيش الفرنسي
- الإخلال بالوضع في فرنسا إلى أقصى الحدود اقتصاديا واجتماعيا
- مؤازرة الشعب الجزائري في وجه البطش الاستعماري الفرنسي

وقد اتخذ المؤتمر قراراً بإقامة المجلس الوطني للثورة الجزائرية التي كانت تتكون من 34 عضوا، ولجنة للتنسيق والعمل تضم خمسة أفراد..
كان من بين نقاط الاختلاف في هذا الاجتماع الذي صار يحمل اسم المؤتمر الأول لـجبهة التحرير الوطني بعد استقلال الجزائر هو من سيكون مسؤولا عن الجناح السياسي للثورة. أيكون من جيش التحرير أم من جبهة التحرير الوطنية؟.
ويجدر الإشارة ان الأولوية كانت قد أعطيت للجانب السياسي على الجانب العسكري في ذلك المؤتمر إلا أن الخلاف ظل قائما بين المؤتمرين.
سقطت وثائق مؤتمر الصومام في أيدي الجيش الفرنسي إثر وقوع المجاهدين في كمين فرنسي وهروب البغلة التي كانت تحمل الوثائق.
مهد مؤتمر الصومام الطريق للحكومة الانتقالية بقيادة فرحات عباس للتحرك السياسي. وهناك من يرى أن المؤتمر كان بمثابة انقلاب على بعض الزعامات الوطنية التقليدية أو الزعامات التي كانت تطالب بالحل السلمي، مثل، فرحات عباس ومصالي الحاج، ومنها من كان في موقع القيادة المتواجدة في الجزائر ومنها من كان قد فر إلى الخارج أو كان في الأسر وقت ذاك.

## روابط خارجية
- ميثاق مؤتمر الصومام باللغة الفرنسية بموقع رئاسة الجمهورية الجزائرية